# Іродіада
Іродіада (* 8 р. до н. е., Єрусалим — † після 39 н. е.) — дочка юдейського принца Арістобула та його дружини Береніки, також внучка Ірода Великого та його другої дружини Маріамни. Іродіада відповідальна за усікновення голови Івана Хрестителя. Саломія, дочка Іродіади, за її намовленням спонукала Ірода Антипу відрубати голову Івану Хрестителю.

## Молоді роки
Батька Іродіади через можливу змову проти його батька Ірода Великого було страчено. ЇЇ мати Береніка після смерті чоловіка переїхала до Риму. Ймовірно там і провела свою юність Іродіада.

## Шлюб з Іродом Антипою та страта Івана Хрестителя
Вперше Іродіада вийшла заміж за Ірода Боета, сина Ірода Великого та водночас її рідногом дядька. У цьому шлюбі народилася Саломія. Ірода Боета не згадано у заповіті Ірода Великого († 4 р. до н. е.), він жив приватним життям, за що й отримав прізвище Боетос — Безземельний. Таким чином це міг бути привід для Іродіади розпочати зв'язок з його єдинокровним братом Іродом Антипою, основним спадкоємцем Ірода Великого. Ірод Антипа виганяє свою дружину, дочку царя набатеїв Арети та одружується з Іродіадою. За ці дії він попадає під нищівну критику Івана Хрестителя. Ірод Антипа ув'язнює Івана Хрестителя, а його розлючена дружина Іродіада використовуючи можливість домагається в Антипи за допомогою Саломії страти Івана (Мт. 14:1-12, Мр. 6:14-19, Лк. 9:7-9). Скривджений тесть і цар набатеїв Арета IV за скоєне безчестя пішов війною на Антипу та розбив його військо.

## Вислання у південну Галію
У 37 році брат Іродіади — Ірод Агріппа I, який завжди не мав грошей,  завдяки добрим зв'язкам з Римом, отримує від імператора Калігули царство Юдею у своє правління. Іродіаді це не дає спокою і вона змушує свого чоловіка також просити в Риму царський трон. Антипа пробував вже один раз отримати царську корону, пробує ще і їде до Риму. Однак і тут замість отримати підвищення він потрапляє у немилість, його знято з поста тетрарха і заслано 39 року у південну Галлію разом з Іродіадою, де вони очевидно і померли.